# (18873) Larryrobinson
(18873) Larryrobinson est un astéroïde de la ceinture principale.

## Description
(18873) Larryrobinson est un astéroïde de la ceinture principale. Il fut découvert le 13 novembre 1999 à Everstar par Mark Abraham et Gina Fedon. Il présente une orbite caractérisée par un demi-grand axe de 2,41 UA, une excentricité de 0,21 et une inclinaison de 9,2° par rapport à l'écliptique.

## Compléments